# Hyundai
Hyundai Group (en hangul 현대그룹, en hanja 現代그룹, literalment «Modernitat») és un conglomerat multinacional d'empreses i negocis de Corea del Sud, fundat el 1947 per Chung Ju-yung. Dins les múltiples marques que posseeix, es troba la d'automòbils Hyundai Motor Company, el quart major fabricant de cotxes tenint en compte les xifres de Kia Motors, la seva subsidiària, així com Hyundai Heavy Industries, el fabricant de vaixells i maquinària més gran del món.
La companyia ha estat un dels grups industrials més influents en l'economia de Corea del Sud. Durant la crisi financera asiàtica de 1998, va acumular fortes pèrdues que li van portar a desmantellar l'entitat en companyies independents entre si. Després de ser dissolta la societat original el 2003, la seva hereva és un dels chaebol més gran del país.

## Història

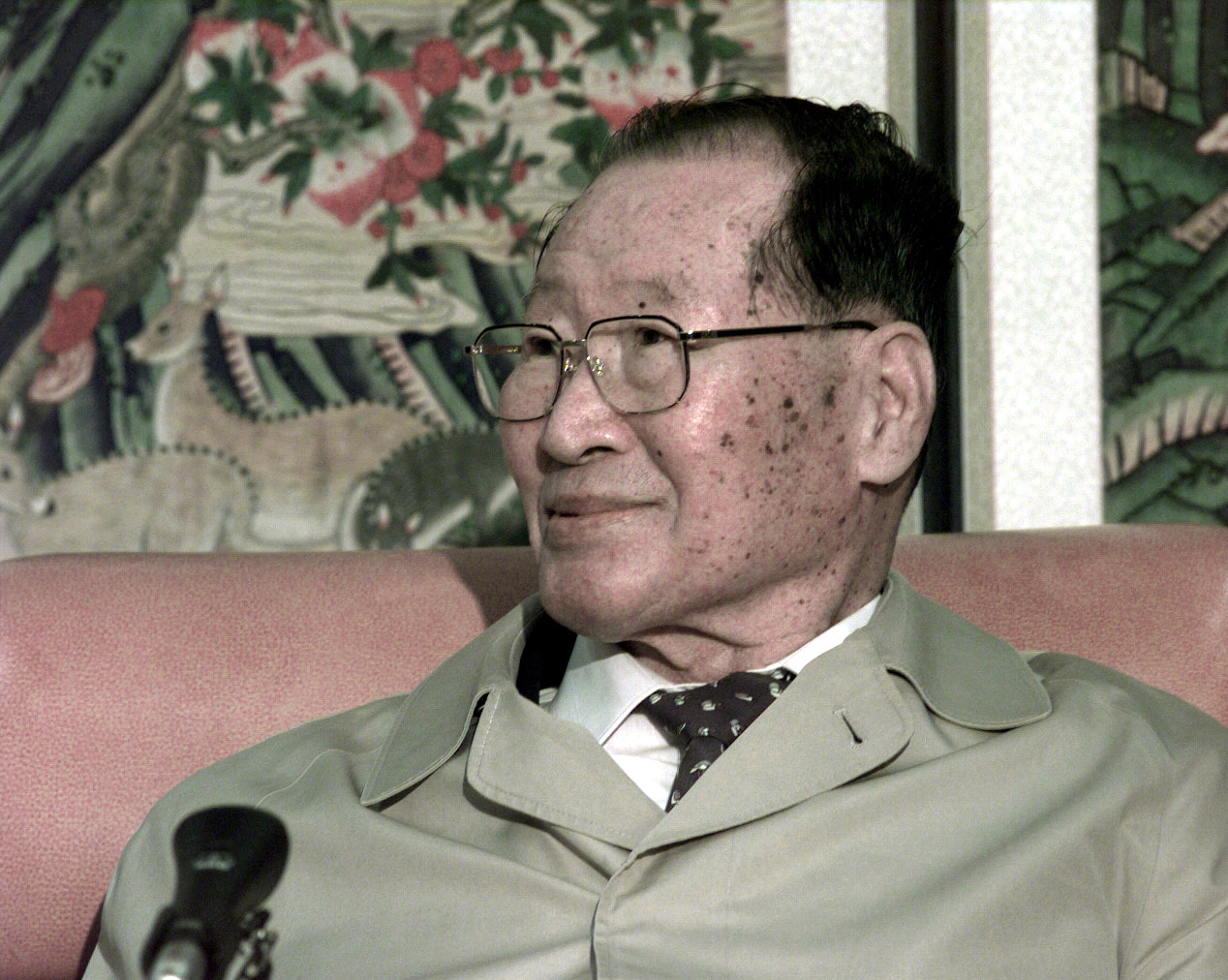
Chung Ju-yung, fundador de Hyundai, el 1947

### Naixement del grup
El 1947 l'empresari Chung Ju-yung va fundar una companyia dedicada a la construcció i reparació d'automòbils, que va aconseguir una ràpida expansió gràcies a les obres que Corea del Sud va escometre al final de la guerra de Corea. El grup Hyundai va començar a funcionar com un grup d'empreses (en coreà, chaebol), en col·laboració amb el govern del país i les forces militars dels Estats Units, interessats en reactivar l'economia a través del desenvolupament del sector industrial.
El grup va abastar diversos sectors de l'economia com la creació d'infraestructures, el desenvolupament industrial i la fabricació d'habitatges, que li van reportar múltiples contractes i beneficis. A través dels plans de desenvolupament del govern sud-coreà, Hyundai va poder aixecar instal·lacions com la fàbrica cimentera de Danyang el 1964, que produeix un milió de tones de ciment. El 1965 va fer la seva primera obra per a l'estranger amb la construcció d'autopistes a Tailàndia, desplaçant-se més tard a Orient Mitjà i altres mercats encara inèdits per a les empreses occidentals.

### Motor i electrònica

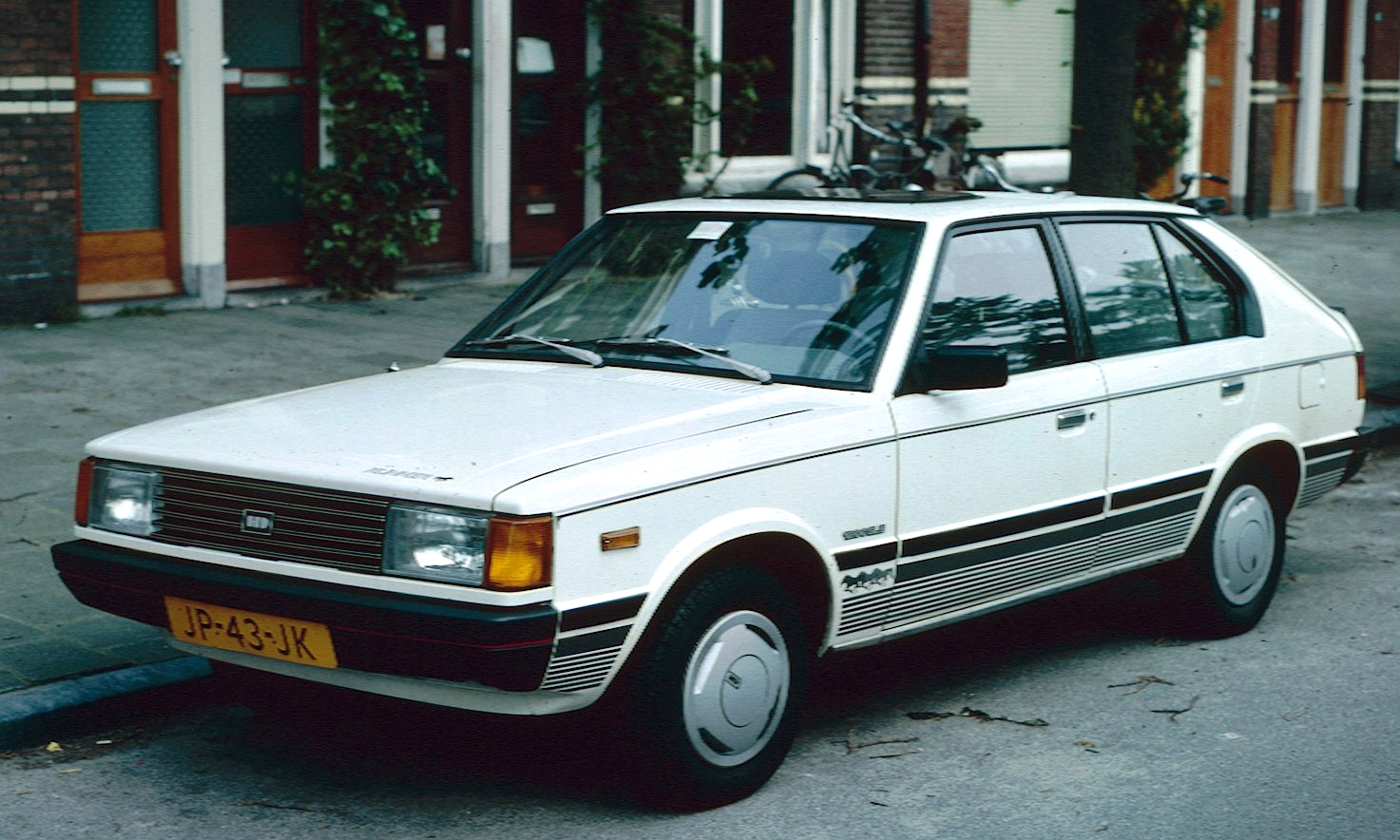
El Hyundai Pony va ser el primer utilitari fabricat per Hyundai Motors

El 1967 va crear una nova subsidiària, Hyundai Motor Company, dedicada a la fabricació en sèrie d'automòbils. Encara que en els primers anys es va encarregar de distribuir models de Ford a Corea del Sud, aviat va començar a fabricar els seus propis vehicles. A partir de 1975 la producció industrial de cotxes es va multiplicar amb la creació de l'utilitari Hyundai Pony, amb el que va dominar bona part del mercat coreà i va iniciar la seva expansió a l'estranger.
Durant els següents anys, el govern sud-coreà va reclamar a l'empresa que investigués en altres sectors a canvi d'ajudes públiques. El 1971 va començar a fabricar vaixells i petroliers a Ulsan, i el creixement de la demanda va ajudar-li a multiplicar els seus resultats. Tanmateix, va aconseguir acords de col·laboració amb Siemens per fer maquinària pesada i sistemes elèctrics. Durant la dècada dels anys 1970 va ser líder nacional en indústria i construcció. Quan la construcció de vaixells i infraestructures va decaure, Hyundai va establir un nou negoci en crear el 1983 una branca d'electrònica, Hyundai Electronics. Aquest grup es va encarregar de la distribució a Corea del Sud de totes les consoles de Nintendo, ja que les empreses japoneses tenien prohibit vendre directament els seus productes en la península pels conflictes entre tots dos estats. La Nintendo Entertainment System va arribar com a Hyundai Comboy (현대 컴보이), mentre que la Super Nintendo es va comercialitzar com Super Comboy (슈퍼 컴보이). Aquesta subsidiària es va dedicar a més a la fabricació d'equipament de telecomunicacions i sistemes electrònics industrials.

### Crisi de Hyundai
Durant la dècada de 1980 Hyundai va començar a tenir dificultats per obtindre noves contractacions, a causa de la inestabilitat política de Corea del Sud i la reducció de la demanda exterior. Això li va obligar a minvar llocs de treball i desinvertir en determinats sectors. En aquella època també es va enfrontar a les primeres vagues dels treballadors, els qui reclamaven millors condicions laborals. El 1988 el grup va registrar pèrdues per primera vegada en tota la seva història.
Dos anys després, Hyundai va tornar a registrar beneficis i l'arribada de la democràcia multipartidista va calmar la situació laboral i econòmica del país. Chung Ju-yung es va convertir en president honorari de l'empresa i va donar el salt a la política, amb la creació el 1992 d'una formació neoliberal coneguda com a Partit Nacional de la Unificació. Va quedar en tercera posició, amb 31 escons i el 17 % dels vots. Un altre dels executius del grup, Lee Myung-bak, va ingressar en el Gran Partit Nacional, esdevenir alcalde de Seül el 2002 i, després, president de la República de Corea.
L'arribada de Chung a la política va fer que Hyundai estigués més controlada pel govern i els reguladors independents, que van detectar contribucions il·legals per part d'una de les subsidiàries i varen acusar altres d'evadir impostos. En tenir cada vegada més problemes per finançar-se, Chung Ju-yung va anunciar el 1993 que reprendria el control per encapçalar una reestructuració de totes les seves empreses en companyies independents. El 1995, es va nomenar com a director al segon fill del fundador, Chung Mong-koo.
Durant aquests anys també va destacar la labor de Chung Ju-yung per intentar unificar les dues Corees. El 1998 l'empresa va enviar un ramat de vaques a Corea del Nord, país que a l'època patia de fam, i va aconseguir un acord amb el govern per construir el 2002 el parc industrial de Kaesong, a sis quilòmetres de la zona desmilitaritzada.

### Desmantellament del Hyundai Group
El 1997 Corea del Sud es va veure afectada per la crisi financera asiàtica, que va minvar els comptes dels grans grups empresarials del país. El president de la nació, Kim Dae-jung, va anunciar el 1998 una sèrie de mesures de reestructuració per llevar poder als chaebol, com Daewoo o la pròpia Hyundai, que durant aquests anys havien acumulat grans pèrdues financeres. Abans d'aquesta mesura, el pes de Hyundai en l'economia del país equivalia al 20 % del producte interior brut, fet que suposava una amenaça per a l'economia nacional en el supòsit de fallida.
Per fer efectiva aquesta important reestructuració corporativa, que implicava una reducció de dos terços del nombre d'unitats de negoci i un pla per dividir el grup en cinc grups comercials independents, Hyundai es va desfer d'algunes empreses per aconseguir capital i va signar acords estratègics amb altres grups per reduir el seu pes. No obstant això, la reestructuració va ser lenta i es van arribar fins i tot a produir compres com l'automobilística Kia Motors. Alhora, la rivalitat entre diversos membres de la família pel control de les empreses va donar mala premsa al grup. Amb un deute astronòmic, el 2000 es va desfer de les branques de construcció i d'electrònica. El 2001 Chung Ju-yung va morir i Hyundai es va concentrar només en els negocis que li seguien reportant beneficis. Per exemple, va vendre Hyundai Electronics, que va passar a anomenar-se Hynix, i altres nou companyies. Avui, el seu pes és molt menor al de dècades anteriors però segueix sent una de les empreses més fortes de Corea del Sud, mantenint sota el seu control Hyundai Group, el fabricant de cotxes Hyundai Kia Automotive Group, o el fabricant de bucs Hyundai Heavy Industries entre d'altres.

## Empreses del grup
Tota l'activitat econòmica de Hyundai s'articula en cinc empreses independents entre si:
- Hyundai Motor Group: l'empresa més coneguda de Hyundai a nivell mundial, s'encarrega de la fabricació de cotxes, amb Hyundai Motor Company i Kia Motors com les seves dues marques més conegudes. És el quart fabricant de vehicles a nivell mundial.[2]
- Hyundai Department Store: cadena de centres comercials amb presència a Corea del Sud.
- Hyundai Heavy Industries: dedicada a la fabricació i elaboració de vaixells, és el primer del món en el sector.[3]
- HDC Hyundai Development: marca immobiliària del grup empresarial.
- Hyundai Rotem: fabricant de material ferroviari, maquinària per a fàbriques i enginys per a la defensa.